# DSM-IV
DSM-IV (Diagnostic and Statistical Manual of mental disorders IV — диагностическое и статистическое руководство по психическим расстройствам IV издания) — использовавшаяся в США с 1994 по 2000 год многоосевая нозологическая система. Разрабатывалась и публиковалась Американской психиатрической ассоциацией (АПА) (англ. American Psychiatric Association, APA). С 2000 года её сменила DSM-IV-TR (пересмотренная версия), а 18 мая 2013 года вышло DSM-5 (то есть, пятое издание DSM), следующее поколение классификатора.

## Формулировка полного диагноза
Согласно DSM-IV при формулировке полного диагноза учитывались следующие факторы («оси»):
- наличие или отсутствие
  - психического заболевания (ось I),
  - фоновой психопатии (ось II),
  - соматического заболевания (ось III),
- усугубляющие психосоциальные факторы (ось IV),
- общий уровень адаптации (ось V).

Для кодификации расстройств в руководстве используются коды МКБ-9-КМ (ICD-9-CM).

## Описание
- Первая ось (axis I) включала преходящие обратимые нарушения, которые проявляются и исчезают, например фобии, генерализованное тревожное расстройство, депрессии, аддикции и т. д. Эти нарушения «симптомны», так как пациенты с нарушениями на данной оси часто обнаруживают у себя наличие психических нарушений («симптомов»), которые их беспокоят и нуждаются в лечении.
- Вторая ось (axis II) включала расстройства личности и другие стабильные, практически мало обратимые длительные психические расстройства, такие как нарушения или задержка умственного развития. Отношение пациентов к нарушениям Первой оси носит эгодистонный, то есть чуждый, несвойственный эго характер, в то время как нарушения Второй оси, в том числе расстройств личности, эгосинтонны и рассматриваются пациентами как присущие им характерологические особенности и/или естественные реакции на сложившуюся ситуацию.
- Третья ось (axis III) содержала перечень физических нарушений или состояний, которые могут наблюдаться у пациента с психическими расстройствами, то есть все соматические и психосоматические заболевания (например, эпилепсия, артериальная гипертензия, язвенная болезнь желудка, инфекционные заболевания и т. д.). Ось III содержала коды, заимствованные из Международной классификации болезней — (МКБ-9).
- Четвёртая ось (axis IV) включала перенесённые психосоциальные стрессы (например, развод, травма, смерть кого-нибудь из близких людей), имеющие отношение к заболеванию; ранжировались (отдельно для взрослых и отдельно для детей и подростков) по шкале с континуумом от 1 (отсутствие стресса) до 6 (катастрофический стресс).
- Пятая ось (axis V) характеризовала наивысший уровень функционирования, наблюдавшийся у пациента в течение прошлого года (например, в общественной, профессиональной деятельности и психической активности); ранжирование по шкале с континуумом от 100 (верхний предел) до 1 (грубое нарушение функции).

Поскольку этиология большинства психических заболеваний неизвестна, классификация DSM-IV основывалась на феноменологическом принципе. Такой подход практичен, хотя и лишён весомой теоретической основы.
Ориентация DSM-IV на строгие рабочие критерии обусловила высокую надёжность психиатрической диагностики и более качественное лечение больных.
Факт, что психиатрический диагноз является стигмой, вызывающей дискриминацию, затрудняющей социальную адаптацию и реализацию предусмотренных законом прав, признан Всемирной психиатрической ассоциацией.

## История
- 1952 — DSM-I
- 1968 — DSM-II
- 1973 — DSM-II (6-е переиздание с исключённой гомосексуальностью)[2]
- 1980 — DSM-III
- 1987 — DSM-III-R (R — revised; третья редакция, пересмотренная)
- 1994 — DSM-IV
- 2000 — DSM-IV-TR (TR — англ. text revision; четвёртая редакция, переработанная)
- 2013 — DSM-5
- 2022 — DSM-5-TR.

Добавление или исключение болезней в DSM проводится голосованием психиатров.

## Критика
Психиатр Саймон Уэссли из Королевского колледжа Лондона пояснил:

Оригинальный текст (англ.)«Back in 1840 the census of the United States included just one category for mental disorder. By 1917 the American Psychiatric Association recognised 59, rising to 128 in 1959, 227 in 1980, and 347 in the last revision. Do we really need all these labels? Probably not. And there is a real danger that shyness will become social phobia, bookish kids labelled as Asperger’s and so on.»
«В 1840 году в американскую перепись населения была включена единственная категория психических расстройств, к 1917 году их стало 59, к 1959—128, к 1980—227, и в текущей версии их стало 347. Нам действительно нужны все эти ярлыки? Наверное, нет. И существует реальная опасность того, что стеснительность станет социальной фобией, у „книжных детей“ обнаружат синдром Аспергера и так далее».
Многие американские психиатры и Британское психологическое общество выступили против подобной инициативы, выдвинув соответствующую петицию с 11 тысячами подписей. Учёные выразили опасения в том, что изменения в психиатрическом руководстве были пролоббированы фармакологическими компаниями, желающими получить прибыль от большего числа пациентов.
По данным исследования, результаты которого были опубликованы в журнале Psychotherapy and Psychosomatics (Психотерапия и Психосоматика), из 170 человек, внёсших вклад в DSM-IV и DSM-IV-TR, девяносто пять (56 %) имели финансовые связи с фармацевтическими компаниями. Из всех психиатров, кто принимал участие в разработке рубрик DSM «Расстройства настроения» и «Шизофрения и другие психотические расстройства», 100 % имели связи с фармкомпаниями.
DSM также нередко критикуется за то, что его психиатрические классификационные категории появляются исходя из голосования АПА.
Лорен Мошер, врач и профессор психиатрии, высказал о данном классификаторе следующее:

«DSM-IV — это выдумка, при помощи которой психиатрия хочет добиться признания со стороны медицины. Создатели этого справочника знают, что это скорее политический, чем научный документ… DSM-IV стал библией и бестселлером, приносящим прибыль вопреки его ляпам».
Оригинальный текст (англ.)«DSM-IV is the fabrication upon which psychiatry seeks acceptance by medicine in general. Insiders know it is more a political than scientific document… DSM-IV has become a bible and a money making bestseller—its major failings notwithstanding.»

## Издания DSM-IV
- American Psychiatric Association. Diagnostic and Statistical Manual of Mental Disorders, Fourth Edition (DSM-IV). — Washington, DC: American Psychiatric Publishing, 1994. — 886 p. — ISBN 978-0-89042-061-4. — ISBN 978-0-89042-062-1. — ISBN 0-89042-061-0.
- American Psychiatric Association. Diagnostic and Statistical Manual of Mental Disorders, Fourth Edition, Text Revision (DSM-IV-TR). — Washington, DC: American Psychiatric Publishing, 2000. — 943 p. — ISBN 978-0-89042-025-6. — ISBN 0-89042-025-4.